# Viracucha
Viracucha is een geslacht van spinnen uit de  familie van de Ctenidae (kamspinnen).

## Soorten
- Viracucha andicola (Simon, 1906)
- Viracucha exilis (Mello-Leitão, 1936)
- Viracucha misionesicus (Mello-Leitão, 1945)
- Viracucha paraguayensis (Strand, 1909)
- Viracucha ridleyi (F. O. P.-Cambridge, 1897)
- Viracucha silvicola (Soares & Soares, 1946)